# Eudesmus diopites
Eudesmus diopites là một loài bọ cánh cứng trong họ Cerambycidae.